# Mes premières vraies vacances (chanson)
Singles de France Gall
Ne dis pas aux copains
(1964) La Cloche
(1964)
Mes premières vraies vacances est une chanson de France Gall. Elle est initialement parue en 1964 sur un EP et ensuite sur l'album Mes premières vraies vacances, sorti en août,.
Cette mélodie fut également enregistrée en allemand par France Gall, avec un texte librement adapté par Hans Cilly et Dieter Hasch, intitulé Meine erste große liebe.

## Développement et composition
La chanson a été écrite par Maurice Vidalin et Jacques Datin. L'enregistrement a été produit par Denis Bourgeois.

## Liste des pistes
EP 7" 45 tours Jazz à gogo / La cloche / Soyons sages / Mes premières vraies vacances (1964, Philips 434.914 BE)
A1. La Cloche (2:05)
A2. Jazz à gogo (2:26)
B1. Mes premières vraies vacances (2:15)
B2. Soyons sages (2:30)

## Classements
La Cloche / Jazz à gogo / Mes premières vraies vacances,,
| Classement (1964)                       | Meilleure position |
| --------------------------------------- | ------------------ |
| Belgique (Wallonie Ultratop 50 Singles) | 28                 |